# Tetiana Kozłowa
Tetiana Kozłowa (ur. 25 września 1984 w Perwomajsku) – ukraińska siatkarka, reprezentantka kraju, grająca na pozycji przyjmującej. 

## Sukcesy klubowe
Puchar Ukrainy:
- 2006, 2007, 2008, 2010, 2011, 2016

Mistrzostwo Ukrainy:
- 2006, 2007, 2008, 2016
- 2010, 2011, 2020

Puchar Francji:
- 2012, 2013

Liga Mistrzyń:
- 2012

Mistrzostwo Francji:
- 2012, 2013